# Nikolai G. Makarov
Nikolai Georgievich Makarov (en russe : Николай Георгиевич Макаров), né en janvier 1955, est un mathématicien russe qui travaille en analyse complexe et dans ses applications à la physique mathématique. 

## Carrière
Nikolai Makarov fait partie de l'école de Leningrad de théorie des fonctions géométriques. Il étudie à l'université d'État de Leningrad avec un diplôme undergraduate en 1982. Il obtient son doctorat (kandidat nauk) à l'Institut de mathématiques Steklov en 1986 sous la direction de Nikolai Kapitonovich Nikolski avec une thèse intitulée  Metric Properties of Harmonic Measure (titre traduit du russe),.
Il est ensuite chercheur à  l' Institut de mathématiques Steklov de Leningrad.
Depuis 1991, il est en poste au California Institute of Technology, où il est professeur distingué Richard Merkin de mathématiques.

## Prix et distinctions
En 1986, il est conférencier invité au Congrès international des mathématiciens de Berkeley . En 1986, il est lauréat du prix Salem pour la résolution, avec des méthodes stochastiques, de problèmes  aux limites d'applications  conformes d'un disque sur un domaine avec une limite de courbe de Jordan. En 2020, il reçoit le prix Rolf Schock.
Parmi ses doctorants il y a  Stanislav Smirnov (médaille Fields) et Dapeng Zhan . Avec Zhan, Makarov a publié des recherches sur les propriétés stochastiques des applications polynomiales itérées (théorie des ensembles de Julia).
Le théorème qui porte son nom est le suivant : « Soit Ω un domaine simplement connexe dans le plan complexe. Supposons que la frontière  ∂Ω de Ω est une courbe de Jordan. Alors la mesure harmonique sur Ω est de dimension de Hausdorff égale à 1. »,.

## Publications (sélection)
- « On the distortion of boundary sets under conformal mappings », Proc. London Math. Soc. Ser. 3, vol. 52, no 2,‎ 1985, p. 369–384 (DOI 10.1112/plms/s3-51.2.369).
- « Probability methods in the theory of conformal mappings », Algebra i Analiz, vol. 1, no 1,‎ 1989, p. 3-59. — Traduction anglaise :  « id. », Leningrad Mathematical Journal, vol. 1, no 1,‎ 1990, p. 1-56.
- « Fine structure of harmonic measure », St. Petersburg Mathematical Journal, vol. 10, no 1,‎ 1999, p. 217–268 (lire en ligne).
- avec Stanislav Smirnov, « On thermodynamics of rational maps, I. Negative spectrum », Comm. Math. Phys., vol. 211,‎ 2000, p. 705–743 (DOI 10.1007/s002200050833).
- avec Lennart Carleson, « Laplacian path models », J. Analyse Math., vol. 87,‎ 2002, p. 103–150 (DOI 10.1007/BF02868471).
- avec Ilia A. Binder et Stanislav Smirnov, « Harmonic measure and polynomial Julia sets », Duke Math. J., vol. 117,‎ 2003, p. 343–365 (DOI 10.1215/S0012-7094-03-11725-1).
- avec Yacin Ameur et Håkan Hedenmalm, « Fluctuations of eigenvalues of random normal matrices », Duke Math. J., vol. 159,‎ 2011, p. 31-81 (DOI 10.1215/00127094-1384782).
- avec Seung-Yeop Lee, « Topology of quadrature domains », Journal of the American Mathematical Society, vol. 29, no 2,‎ 2016, p. 333–369 (DOI 10.1090/jams828).